# Cabillus atripelvicus
Cabillus atripelvicus je paprskoploutvá ryba z čeledi hlaváčovití (Gobiidae).
Druh byl popsán roku 2007 ichtyology J. E. Randallem, Sakamoto & Shibukawou.

## Popis a výskyt
Maximální délka této ryby je 4,1 cm.
Tělo ryby je bledé, s tmavě hnědými skvrnami tvořící výrazný klikatý vzor na horních dvou třetinách těla. Od ostatních ryb stejného rodu se liší delšími prsními ploutvemi s 18–20 paprsky, výrazným barevným vzorem a černými břišními ploutvemi.
Byla nalezena ve vodách severozápadního Pacifiku. Obývá vodu hloubky 17–55 m.